# Segelfluggelände Warburg-Am Heinberg

i7
i11
i13
Das Segelfluggelände Warburg-Am Heinberg liegt südwestlich des Heinbergs in den Gebieten der Städte Warburg im Kreis Höxter in Nordrhein-Westfalen und Diemelstadt im Landkreis Waldeck-Frankenberg in Hessen, etwa 4,5 Kilometer nordwestlich von Warburg und etwa 6 km nordöstlich von Diemelstadt.

## Flugbetrieb
Das Segelfluggelände ist mit einer 1000 m langen und 30 m breiten Start- und Landebahn aus Gras (Richtung 12/30) ausgestattet. Es besitzt eine Betriebszulassung für Segelflugzeuge, Motorsegler, Ultraleichtflugzeuge und Motorflugzeuge zum Zweck des Flugzeugschlepps. Segelflugzeuge starten per Windenstart oder Flugzeugschlepp. Der Halter und Betreiber des Segelfluggeländes ist der Luftsportverein Warburg e. V.